# Giuseppe Pelosi
Pour les articles homonymes, voir Pelosi.
Giuseppe Pelosi, dit Pino Pelosi, né le 28 juin 1958 à Rome et mort le 20 juillet 2017 dans la même ville, est un criminel italien, accusé du meurtre de Pier Paolo Pasolini perpétré dans la nuit du 1er au 2 novembre 1975.

## Biographie
Giuseppe Pelosi vivait dans le hameau de Setteville à Guidonia Montecelio, non loin de Rome, et était connu sous le nom de « Pelosino » en raison de son apparence imberbe. Pendant le procès pour meurtre de Pasolini, la presse l'a surnommé « Pino la rana » (litt. « Pino la grenouille ») en raison de ses yeux gonflés, probablement à cause des larmes ou des coups reçus pendant les interrogatoires en prison,. Il fréquente l'école jusqu'à la deuxième année ; au moment du procès pour meurtre de Pasolini, il est connu de la police comme « un ragazzo di vita », s'adonnant à de menus larcins et à la prostitution masculine.

### Le meurtre de Pasolini selon sa première version des faits
Le 1er novembre 1975, vers 22 h 30, Pelosi, 17 ans, se trouve devant la gare de Rome-Termini, piazza dei Cinquecento, en compagnie de trois amis plus âgés que lui : Salvatore Deidda, 19 ans, ouvrier métallurgiste, Claudio Seminara, 19 ans, polisseur, et Adolfo De Stefanis, 19 ans, ouvrier au Breda BHB, surnommé « lo sburracchione » en raison de son acné. Dans ses premières dépositions, Pelosi a menti en déclarant qu'il ne se souvenait pas des noms de famille de ses amis afin de ne pas les impliquer. Le groupe des jeunes hommes se rend au café-bar Dei (également connu sous le nom de « Gambrinus ») à l'angle de la Piazza della Repubblica, où Pelosi entre avec l'un de ses amis pour prendre un thé ; en sortant du bar, il remarque un groupe de personnes qu'il connaît, ainsi qu'un autre de ses amis, qui parlent à un homme assis à bord d'une Alfa Romeo Giulia 2000 GT Veloce, gris métallisé, immatriculée ROMA K69996 : il s'agit de Pier Paolo Pasolini, âgé de 53 ans. L'écrivain invite Adolfo à monter dans la voiture pour « faire un petit tour », mais Adolfo refuse, alors Pasolini se tourne vers Pino, qui accepte.
À 23 heures, Pasolini emmène Pelosi à la trattoria Al biondo Tevere, où il lui offre un dîner composé d'une assiette de spaghetti assaisonnée à l'ail, huile et piment et d'un blanc de poulet, car le jeune homme aurait dit à l'écrivain qu'il avait faim. Pendant que Pelosi mange, Pasolini sirote une bière. Les deux hommes discutent à bâtons rompus, mais sur un ton calme. À 23 h 40, Pasolini et Pelosi quittent la trattoria et se rendent à Ostie, près de l'hydroaéroport du Lido di Roma, par un chemin de terre qui jouxte un terrain de football, s'arrêtant en chemin pour faire le plein dans une station-service. Un peu moins de deux heures plus tard, à 1 h 30 du matin, le 2 novembre 1975, le jeune homme est arrêté par une patrouille de Carabiniers sur le Lungomare Duilio à Ostie alors qu'il conduit son Alfa à contresens et à une vitesse folle.
D'abord accusé uniquement de vol de voiture, Pelosi avoue lors du premier interrogatoire avoir volé la voiture à proximité du cinéma Argo, dans le quartier de Tiburtino, mais plus que l'accusation de vol, il semble s'inquiéter de la découverte à l'intérieur de la voiture d'une bague qu'il prétend avoir perdue, une grosse bague portant l'inscription « United States Army »,. Les Carabiniers cherchent la bague dans la voiture, sans la trouver : elle sera retrouvée plus tard à côté du corps de Pasolini. Cependant, tous les documents montrent que la voiture volée appartient à l'écrivain. La voiture est emmenée dans un garage et les Carabiniers trouvent sur le siège arrière un vieux chandail vert usé, ainsi que la veste et le chandail de Pelosi et une semelle orthopédique pour un soulier de pointure 41.
Pelosi est transféré à la prison pour mineurs de Casal del Marmo, où il avoue à son compagnon de cellule : « J'ai tué Pasolini ». Pelosi, dans le rapport manuscrit rédigé par les Carabiniers qui l'ont arrêté ce soir-là, affirme que la bague perdue lui a été donnée par un certain Johnny. « Johnny le Gitan » est le surnom d'un criminel nommé Giuseppe Mastini, auteur avoué d'un autre crime commis à la même époque à Rome et interné dans la prison pour mineurs de Casal del Marmo, dont Pelosi nie cependant être l'ami.
Le 5 novembre 1975, Pelosi est interrogé et décrit comment il avait été dragué par Pasolini à la gare Termini et comment leur rencontre avait dégénéré à Idroscalo. Une violente altercation aurait éclaté à cause d'une prestation sexuelle souhaitée par Pasolini et que Pelosi n'avait pas l'intention de lui donner, ce qui aurait entraîné une rixe féroce. Pelosi affirme également que l'écrivain l'a d'abord frappé avec un bâton et qu'il s'est défendu en le frappant à son tour avec une planche de bois (un panneau sur lequel était inscrit le nom de la rue via dell'Idroscalo no 93) et qu'ensuite, le laissant à terre, il s'est enfui avec la voiture. La mort de Pasolini aurait donc été involontaire puisqu'elle aurait été causée par le fait que l'Alfa a écrasé le poète pendant que Pelosi s'enfuyait, lui broyant la poitrine et lui brisant le cœur. Pelosi affirme également qu'il n'y avait pas d'autres personnes sur les lieux du crime.
Le 10 décembre 1975, Pelosi est renvoyé devant le tribunal pour enfants pour homicide volontaire, vol de voiture et actes obscènes dans un lieu public. Le procès de Pelosi pour « meurtre sur la personne de Pier Paolo Pasolini » s'ouvre le 2 février 1976 devant le tribunal pour enfants de Rome,. La famille de Pasolini se constitue partie civile, défendue par les avocats Guido Calvi et Nino Marazzita. Le juge Carlo Alfredo Moro (frère d'Aldo Moro) rejette l'expertise du professeur Aldo Semerari (criminologue lié aux milieux subversifs de droite) qui conclut à l'abolition du discernement de Pelosi, en accord avec la défense de l'intéressé.
Lors du procès qui se termine le 26 avril 1976, le procureur Giuseppe Santarsiero demande une peine de 10 ans, 9 mois et 10 jours de prison. Le tribunal décide de condamner Pelosi à 9 ans, 7 mois et 10 jours et à une amende de 30 000 lires pour attentat à la pudeur, vol aggravé et « homicide volontaire en complicité avec des inconnus ». Plus précisément, Moro écrit : « Le tribunal considère que les preuves démontrent que Pelosi n'était pas seul cette nuit-là à l'Idroscalo » . Le jeune meurtrier est passé aux aveux, mais pour homicide involontaire.
Le procès en appel demandé par l'accusé et le procureur général se tient du 1er au 4 décembre 1976 devant la section des mineurs de la Cour d'appel de Rome et voit Pelosi acquitté des crimes d'actes obscènes et de vol, mais la condamnation pour meurtre est confirmée. Après avoir réexaminé tous les éléments, la Cour considère cependant qu'il est « extrêmement improbable, compte tenu de tout ce qui a été dit, que Pelosi ait pu avoir un ou plusieurs complices ». Il s'agirait d'un meurtre qui résulte d'une dispute classique entre homosexuels et prostitués.
La condamnation devient définitive par la volonté de la Cour de cassation le 26 avril 1979, qui confirme la peine Interné à Civitavecchia, Pelosi obtient la semi-liberté le 26 novembre 1982 et la liberté conditionnelle le 18 juillet 1983.
Le 11 janvier 1984, il est à nouveau arrêté, accusé d'avoir volé un fourgon postal durant le mois de juillet précédent, mais six mois plus tard, il est acquitté pour manque de preuves. En août 1984, il est pris en flagrant délit de cambriolage d'un appartement et, le 7 décembre 1985, il est à nouveau arrêté avec d'autres personnes pour tentative de vol. Il a poursuivi ses activités de délinquance jusqu'à un vol commis le 1er septembre 2000.

### L'évolution de son témoignage et les contradictions
En 1995, après vingt ans de silence, il publie l'autobiographie Io, angelo nero (litt. « Moi, ange noir »), pour la maison d'édition Sinnos, préfacée par les psychologues juridiques qui l'ont suivi en prison Gaetano De Leo et Dacia Maraini : Pelosi reprend essentiellement, avec des différences minimes, la version de 1995 selon laquelle il n'a jamais croisé Pasolini avant cette soirée et qu'il est le seul responsable du meurtre, ayant agi dans un moment de panique. Dix ans plus tard, il reviendra faire parler de lui en revenant de manière répétée et contradictoire sur sa version des faits concernant la nuit de la mort de l'écrivain.
Le 7 mai 2005, Pelosi affirme dans l'émission Ombre sul giallo de la RAI, en contradiction avec ses aveux lors du procès, qu'il n'a pas participé personnellement à l'agression de Pasolini, mais que celle-ci a été perpétrée par trois personnes inconnues de lui, qui parlaient avec un accent sicilien et qui auraient attaqué le poète avec des bâtons et des chaînes, après l'avoir battu et terrorisé au point qu'il n'a pas pu aider Pasolini. L'avocat Marazzita, présent lors de l'émission, demande alors officiellement la réouverture de l'affaire au parquet de Rome en tant qu'« acte en bonne et due forme », mais l'affaire connaît un nouveau rebondissement quand on découvre que Pelosi a été payé pour participer à l'émission.
En septembre 2011, dans sa deuxième autobiographie, Io so... come hanno ucciso Pasolini : Storia di un amicizia e di un omicidio (litt. « Je sais... comment ils ont tué Pasolini : Histoire d'une amitié et d'un meurtre »), Pelosi raconte qu'il n'a pas croisé Pasolini pour la première fois le soir du 1er novembre 1975 sur la Piazza dei Cinquecento, mais admet avoir rencontré le poète au début de l'été et l'avoir fréquenté assez assidûment. Dans le livre, Pino parle de Pier Paolo Pasolini en des termes complètement différents, dans ses descriptions Paolo n'est plus cette bête féroce et assoiffée de sexe qui voulait le battre, le sodomiser et peut-être le tuer, mais il le qualifie de « galant homme ».
Pour justifier la réticence qu'il avait eu jusque là à désigner le vrai coupable, Pelosi a affirmé qu'il avait été menacé de mort avec ses parents par l'un des agresseurs et qu'il avait donc attendu que ce dernier meure de causes naturelles pour commencer à parler.
Dans la nouvelle version, en effet, Pelosi parle de deux jeunes hommes « à l'accent sicilien », une indication qui, avec d'autres, semble coïncider avec les premières hypothèses des enquêteurs, qui attribuent la complicité du crime aux frères Franco et Giuseppe Borsellino, âgés de 13 et 15 ans, connus sous les surnoms de « bracioletta » et « braciola », criminels de droit commun originaires de Catane, habitant dans le quartier romain de Tiburtino et connus dans le milieu. Ils étaient par ailleurs militants du Mouvement social italien – Droite nationale, caractérisés par des sympathies politiques d'extrême droite,, et également trafiquants de drogue, toxicomanes et victimes du sida dans les années 1990. En effet, le 14 février 1976, les jeunes gens sont arrêtés sur ordre du maréchal Renzo Sansone, infiltré dans une bande de délinquants de Casal Bruciato (quartier de Collatino), auquel Giuseppe confie avoir participé à l'assassinat de Pasolini avec son frère,. Cependant, une fois au poste de police, ils nient tous deux toute accusation, affirmant qu'ils ont inventé toute l'affaire pour se faire une réputation de « durs à cuire »,. Leurs aveux n'ont donc pas été pris en compte dans le procès. Si tel était le cas, cela n'expliquerait pas pourquoi ils ont également confié à Sansone qu'ils avaient beaucoup d'objets volés dans la maison, qui ont ensuite été retrouvés. C'est le procureur adjoint Guido Guasco qui a fait libérer les frères Borsellino de prison, éliminant ainsi tout doute ou soupçon sur la présence d'autres personnes sur les lieux du crime, le même qui a ensuite contesté le jugement en appel et en cassation en faisant supprimer la mention « en concours avec des inconnus » dans une tournure anormale et suspecte pour faire apparaître le meurtre comme un hasard et le fait d'une seule personne.
Après une nouvelle arrestation pour trafic de stupéfiants en 2005, Pelosi a été placé dans les services sociaux et a travaillé comme éboueur pour la municipalité de Rome. Dans une interview accordée au blog de Beppe Grillo en juin 2009, Pelosi a affirmé que Giuseppe Mastini n'avait rien à voir avec l'assassinat de Pasolini. Soupçonné à plusieurs reprises d'être le quatrième homme, Mastini alias « Johnny le Gitan » était un condamné à perpétuité qui était l'ami et le codétenu de Pelosi en 1976. Mastini avait été libéré de prison la veille du crime et rien ne prouve que, bien que boitant légèrement, il portait également une semelle orthopédique, sur lequel son ADN n'a de toute façon pas été retrouvé. Pelosi a affirmé dans sa première déposition (1975/1) que la bague trouvée lui appartenait et qu'elle l'avait achetée à une hôtesse de l'air d'Alitalia qui l'avait achetée auparavant aux États-Unis.
Pelosi est libéré après avoir purgé sa peine le 23 septembre 2009.
Une nouvelle enquête de la justice romaine sur le meurtre de Pasolini, qui a duré de 2010 à 2015, s'est terminée par une demande de non-lieu de la part du ministère public, au motif que les résultats biologiques nouvellement examinés ne permettaient pas d'identifier d'autres personnes et ne pouvaient être liés de manière univoque à l'affaire criminelle.
En 2016, une nouvelle demande de réouverture de l'enquête a été déposée,.

## Mort
Souffrant d'un cancer de la vessie, Pelosi est opéré en 2016. La tumeur s'est ensuite propagée à ses poumons, entraînant sa mort le 20 juillet 2017 à l'âge de 59 ans à l'hôpital Gemelli de Rome.

## Filmographie
- 1995 : Pasolini, mort d'un poète (	Pasolini, un delitto italiano) de Marco Tullio Giordana
- 2009 : La notte quando è morto Pasolini de Roberta Torre
- 2012 : Pasolini, la verità nascosta de Federico Bruno
- 2014 : Pasolini d'Abel Ferrara
- 2016 : L'Affaire Pasolini (La macchinazione) de David Grieco

## Émissions télévisées
- (it) Storie maledette. Ho ucciso Pasolini de Franca Leosini, réalisé par Piero Berengo Gardin (Rai 3, 1994).
- (it) Ombre sul giallo. Non sono io l’assassino di Pasolini de Franca Leosini, réalisé par Maurizio Amici (Rai 3, 2005).
- (it) Storie maledette. Pasolini, quel corpo senza pace de Franca Leosini, réalisé par Fabio Vannini (Rai 3, 2014).
- (it) Storie maledette. Delitto Pasolini. Nella tomba con Pelosi, il mistero di quei nomi de Franca Leosini, réalisé par Graziano Paiella (Rai 3, 2017).

## Publications
- (it) Io, angelo nero, Roma, Sinnos, 1995.  (ISBN 88-86061-12-9).
- (it) Io so... come hanno ucciso Pasolini, in collaborazione con l'avvocato Alessandro Olivieri e il regista Federico Bruno, Roma, Vertigo, 2011.  (ISBN 978-88-6206-031-8).